# Mount Vernon (Oregon)
Mount Vernon az Amerikai Egyesült Államok északnyugati részén, Oregon állam Grant megyéjében, a 26-os út mentén, a John Day-folyó mellett, John Daytől 13 km-re nyugatra helyezkedik el. A 2010. évi népszámláláskor 527 lakosa volt. A város területe 1,76 km², melynek 100%-a szárazföld.
A városban ma néhány motel és étterem működik.

## Földrajz
A Népszámlálási Hivatal adatai alapján a város területe 1,76 km², melynek 100%-a szárazföld.
A település nevét David W. Jenkins ménjéről kapta. Istállója a 26-os út kereszteződésétől 3,5 km-re északra ma is áll. 1915-ben a farmnak 60 lakója volt, valamint egy hotel is állt.

## Népesség

### 2010
A 2010-es népszámláláskor a városnak 527 lakója, 259 háztartása és 151 családja volt. A népsűrűség 299,4 fő/km2. A lakóegységek száma 281, sűrűségük 159,7 db/km2. A lakosok 95,4%-a fehér,  0,2%-a indián, 0,2%-a ázsiai,  1,7%-a egyéb, 2,5%-a pedig kettő vagy több etnikumú. A spanyol vagy latino származásúak aránya 3% (2,3% mexikói,   0,8% egyéb spanyol vagy latino származású.)
A háztartások 18,9%-ában élt 18 évnél fiatalabb. 44,4% házas, 9,7% egyedülálló nő, 4,2% egyedülálló férfi, 41,7% pedig nem család. 34,7% egyedül élt; 18,1%-uk 65 éves vagy idősebb. Egy háztartásban átlagosan 2,03 személy élt; a családok átlagmérete 2,61 fő.
A medián életkor 49 év volt. A város lakóinak 19,7%-a 18 évesnél fiatalabb, 4,1% 18 és 24 év közötti, 20,1%-uk 25 és 44 év közötti, 33,9%-uk 45 és 64 év közötti, 22,2%-uk pedig 65 éves vagy idősebb. A lakosok 49,7%-a férfi, 50,3%-a pedig nő.

### 2000
A 2000-es népszámláláskor  a városnak 595 lakója, 248 háztartása és 163 családja volt. A népsűrűség 338,1 fő/km2. A lakóegységek száma 270, sűrűségük 153,4 db/km2. A lakosok 94,29%-a fehér, 0,17%-a afroamerikai, 1,85%-a indián,    3,7%-a pedig kettő vagy több etnikumú. A spanyol vagy latino származásúak aránya 2,18% (0,2% mexikói,  0,2% kubai, 1,8% pedig egyéb spanyol/latino származású.)
A háztartások 31%-ában élt 18 évnél fiatalabb. 51,6% házas, 11,3% egyedülálló nő; 34,3% pedig nem család. 29,4% egyedül élt; 12,5%-uk 65 éves vagy idősebb. Egy háztartásban átlagosan 2,4 személy élt; a családok átlagmérete 2,97 fő.
A város lakóinak 28,2%-a 18 évesnél fiatalabb, 6,7% 18 és 24 év közötti, 26,9%-uk 25 és 44 év közötti, 24,5%-uk 45 és 64 év közötti, 13,6%-uk pedig 65 éves vagy idősebb. A medián életkor 38 év volt. Minden 100 nőre 90,7 férfi jut; a 18 évnél idősebb nőknél ez az arány 83,3.
A háztartások medián bevétele 31 635 amerikai dollár, ez az érték családoknál $32 083. A férfiak medián keresete $33 611, míg a nőké $17 292. A város egy főre jutó bevétele (PCI) $13 241. A családok 13,7%-a, a teljes népesség 13,8%-a élt létminimum alatt; a 18 év alattiaknál ez a szám 21,5%, a 65 évnél idősebbeknél pedig 3,1%.

## Fordítás
- Ez a szócikk részben vagy egészben  a   Mount Vernon, Oregon című angol Wikipédia-szócikk ezen változatának fordításán alapul.  Az eredeti cikk szerkesztőit annak laptörténete sorolja fel. Ez a jelzés csupán a megfogalmazás eredetét és a szerzői jogokat jelzi, nem szolgál a cikkben szereplő információk forrásmegjelöléseként.